# Chancoaña
Der Chancoaña, auch Chankuwaña, Chancohuañachico oder Chancohuana, ist mit 5445 m die höchste Erhebung der Cordillera Huanzo, einem Gebirgszug der peruanischen Westkordillere in Südwest-Peru.

## Lage
Der Chancoaña liegt an der Provinzgrenze zwischen Antabamba (Region Apurímac) im Westen und Chumbivilcas (Region Cusco) im Osten. Die zugehörigen Distrikte sind Oropesa und Santo Tomás. Nach Süden führt ein Bergkamm zum 4 km entfernten 5430 m hohen Waytani (oder Huaytane). Der Berg liegt wenige Kilometer nördlich der kontinentalen Wasserscheide im Einzugsgebiet des Río Apurímac. An seiner Westflanke entspringt der Río Vilcabamba, im Osten liegt das Quellgebiet des Río Santo Tomás.